# Capitoli di Nazo no kanojo X
Questa è la lista dei capitoli di Nazo no kanojo X, manga scritto e illustrato da Riichi Ueshiba. La storia è raccontata dal punto di vista di Akira Tsubaki, uno studente liceale sentimentalmente legato all'eccentrica e introversa compagna di classe Mikoto Urabe. La particolarità della trama risiede nel bizzarro rituale quotidiano praticato dai due fidanzati: dopo le lezioni, infatti, al momento di salutarsi sulla via del ritorno, Mikoto si inserisce la punta di un dito in bocca e la intinge nella propria saliva, lasciandola poi assaggiare ad Akira. Quando ciò accade, tra i due si realizza uno scambio di sensazioni fisiche ed emotive che costituisce la quintessenza del loro legame.
L'opera, nata come one-shot nel 2004, è stata poi serializzata nel 2006 sulla rivista giapponese Afternoon e distribuita in formato tankōbon da Kōdansha. La pubblicazione si è conclusa il 21 novembre 2014 con il dodicesimo volume.

## Lista volumi
Poiché il manga è inedito in italiano, i titoli dei capitoli non sono quelli ufficiali ma costituiscono una mera traduzione degli originali giapponesi.
| 1        | 23 agosto 2006 | ISBN 978-4-06-314424-6                                                      |
| 1        | Capitoli - 0 "Misteriosa fidanzata X" (謎の彼女X?, Nazo no kanojo X) - 0.5 "Misterioso taglio di capelli" (謎のカット?, Nazo no katto) - 1 "Misterioso legame" (謎の絆?, Nazo no kizuna) - 2 "Misteriosa fotografia" (謎の写真?, Nazo no shashin) - 3 "Misteriosa provetta" (謎の試験管?, Nazo no shikenkan) - 4 "Misteriosa giornata di forte vento" (謎の、風が強い日?, Nazo no kaze ga tsuyoi hi) |                                                                             |
| 1        | Trama Akira e Mikoto si mettono insieme dopo che tra di loro è sorta una connessione fondata sullo scambio di saliva. Akira vorrebbe accelerare i tempi della relazione, mentre Mikoto sembra propensa a procedere con cautela. Nel frattempo, Akira scopre che l’amico Kōhei è segretamente fidanzato con la compagna di classe Ayuko. Inoltre, compare in scena un corteggiatore di Mikoto, ma la ragazza lo respinge perché con lui non ci potrà mai essere quel rapporto unico che la lega ad Akira. |                                                                             |
| 2        | 22 giugno 2007 | ISBN 978-4-06-314457-4                                                      |
| 2        | Capitoli - 5 "Misteriosa apertura della piscina" (謎のプール開き?, Nazo no pūru-biraki) - 6 "Misteriose vacanze estive" (謎の夏休み?, Nazo no natsuyasumi) - 7 "Misterioso girl meets girl" (謎のガール・ミーツ・ガール?, Nazo no gāru mītsu gāru) - 8 "Misterioso girl meets girl - continuazione" (続・謎のガール・ミーツ・ガール?, Zoku nazo no gāru mītsu gāru) - 9 "Misterioso segnale (sign)" (謎の合図（サイン）?, Nazo no aizu (sain)) - 10 "Misteriosa panacea" (謎の特効薬?, Nazo no tokkōyaku) - 11 "Misteriosa eccitazione" (謎の興奮?, Nazo no kōfun) - 12 "Misteriosa commemorazione" (謎の記憶?, Nazo no kioku) - 12.5 "Misterioso miao" (謎の「ニャーン♪」?, Nazo no "nyaa") |                                                                             |
| 2        | Trama Akira stringe amicizia con Minori, una studentessa del secondo anno: entrambi sono iscritti al club di cinematografia e condividono gli stessi gusti in materia di film. Nel frattempo, Ayuko scopre che Akira e Mikoto sono fidanzati e cerca ad ogni costo di diventare amica di Mikoto. A quanto pare, anche tra le due ragazze esiste un legame basato sulla saliva. |                                                                             |
| 3        | 22 febbraio 2008 | ISBN 978-4-06-314490-1                                                      |
| 3        | Capitoli - 13 "Misterioso dessert" (謎のデザート?, Nazo no dezāto) - 14 "Misterioso riparo dalla pioggia" (謎の雨宿り?, Nazo no amayadori) - 15 "Misterioso step-up" (謎のステップ・アップ?, Nazo no suteppu appu) - 16 "Misteriosa nuotata in mare" (謎の海水浴?, Nazo no kaisuiyoku) - 17 "Misterioso festival dello sport" (謎の体育祭?, Nazo no taiikusai) - 18 "Misterioso studio per gli esami" (謎の試験勉強?, Nazo no shiken benkyō) - 19 "Misteriosa sorellona" (謎のお姉さん?, Nazo no onēsan) - 20 "Misteriosa impressione" (謎の感触?, Nazo no kanshoku) - 20.5 "Misterioso fidanzato X" (謎の彼氏X?, Nazo no kareshi X) |                                                                             |
| 3        | Trama La relazione tra Akira e Mikoto va avanti: i due fidanzati si concedono un'intera giornata di vacanza al mare, e Mikoto rifiuta di iscriversi al club di atletica leggera perché preferisce passare più tempo con Akira. Nel frattempo, Mikoto approfondisce la conoscenza di Ayuko e ha l'occasione di prendere un caffè con Yо̄ko, la sorella di Akira: quest'ultima le racconta di un suo vecchio amore, mai dimenticato, dei tempi del liceo. |                                                                             |
| 4        | 21 novembre 2008 | ISBN 978-4-06-314539-7                                                      |
| 4        | Capitoli - 21 "Misteriosa sensazione" (謎の感触?, Nazo no kankaku) - 22 "Misteriosa risposta (謎の感応?, Nazo no kan'nō) - 23 "Misterioso in un certo senso, qualcosa del genere... (謎の「なんだかちょっと」?, Nazo no "nandaka chotto") - 24 "Misteriosa idol" (謎の偶像?, Nazo no gūzō) - 25 "Misterioso momento" (謎の一瞬?, Nazo no isshun) - 26 "Misterioso souvenir" (謎のお土産?, Nazo no omiyage) - 27 "Misteriosa cartolina estiva" (謎の暑中見舞い?, Nazo no shochū mimai) - 28 "Misteriosa avventura" (謎のアバンチュール?, Nazo no abanchūru) |                                                                             |
| 4        | Trama Toccando il seno di Mikoto, Akira produce un cambiamento nella sensibilità corporea della fidanzata. Quest'ultima si ingelosisce quando viene a sapere che il ragazzo è un ammiratore di Momoka Imai, un'idol che le somiglia moltissimo. Come se non bastasse, nella vita di Akira si ripresenta Aika Hayakawa, una compagna di classe delle medie di cui era innamorato. |                                                                             |
| 5        | 21 agosto 2009 | ISBN 978-4-06-314583-0                                                      |
| 5        | Capitoli - 29 "Misteriosa sfida" (謎の挑戦状?, Nazo no chōsenjō) - 30 "Misterioso festival culturale - la sera prima" (謎の文化祭・前夜?, Nazo no bunkasai・zen'ya) - 31 "Misterioso festival culturale (parte iniziale)" (謎の文化祭（前編）?, Nazo no bunkasai (zenpen)) - 32 "Misterioso festival culturale (parte centrale)" (謎の文化祭（中編）?, Nazo no bunkasai (chūhen)) - 33 "Misterioso festival culturale (parte finale)" (謎の文化祭（後編）?, Nazo no bunkasai (kōhen)) - 34 "Misterioso festival culturale (dopofestival)" (謎の文化祭（打ち上げ）?, Nazo no bunkasai (uchiage)) - 35 "Misteriosa fantasticheria (parte iniziale)" (謎の妄想（前編）?, Nazo no mōsō (zenpen)) - 36 "Misteriosa fantasticheria (parte finale)" (謎の妄想（後編）?, Nazo no mōsō (kōhen)) - 36.5 "Misterioso fenomeno di trasformazione in un vecchiaccio" (謎の「おっさん化」現象?, Nazo no "ossan-ka" genshō) |                                                                             |
| 5        | Trama Aika approfitta del festival culturale organizzato dal suo istituto per ravvivare in Akira i sentimenti che il ragazzo un tempo provava per lei, ma il tentativo non sortisce l'effetto sperato. |                                                                             |
| 6        | 23 giugno 2010 | ISBN 978-4-06-310673-2                                                      |
| 6        | Capitoli - 37 "Misterioso high kick" (謎のハイキック?, Nazo no hai kikku) - 38 "Misterioso piano" (謎の計画?, Nazo no keikaku) - 39 "Misterioso accordo (unison)" (謎の同調（ユニゾン）?, Nazo no dōchō (yunizon)) - 40 "Misteriosa scritta" (謎の文字?, Nazo no moji) - 41 "Misteriosa performance (謎のパフォーマンス?, Nazo no pafomansu) - 42 "Misterioso esperimento" (謎の実験?, Nazo no jikken) - 43 "Misteriosi risultati dell’esperimento" (謎の実験結果?, Nazo no jikken kekka) - 44 "Misterioso brivido" (謎の震え?, Nazo no furue) |                                                                             |
| 7        | 23 febbraio 2011 | ISBN 978-4-06-310729-6                                                      |
| 7        | Capitoli - 45 "Misteriosa scelta" (謎の選択?, Nazo no sentaku) - 46 "Misterioso switch" (謎のスイッチ?, Nazo no suitchi) - 47 "Misterioso live" (謎のライブ?, Nazo no raibu) - 48 "Misterioso duo" (謎のふたり?, Nazo no futari) - 49 "Misteriosa ragazza carnivora (parte iniziale)" (謎の肉食女子（前編）?, Nazo no nikushoku joshi (zenpen)) - 50 "Misteriosa ragazza carnivora (parte finale)" (謎の肉食女子（後編）?, Nazo no nikushoku joshi (kōhen)) - 51 "Misteriosi tsurime vs. tareme" (parte iniziale)" (謎の「吊り目vs.垂れ目」（前編）?, Nazo no "tsurime vs. tareme" (zenpen)) - 52 "Misteriosi tsurime vs. tareme" (parte finale)" (謎の「吊り目vs.垂れ目」（後編）?, Nazo no "tsurime vs. tareme" (kōhen)) |                                                                             |
| 8        | 23 febbraio 2012 | ISBN 978-4-06-387806-6 (ed. regolare) ISBN 978-4-06-358385-4 (ed. limitata) |
| 8        | Capitoli - 53 "Misterioso raffreddore" (謎の風邪?, Nazo no kaze) - 54 "Misterioso sogno di ogni uomo" (謎の「男のロマン」?, Nazo no "otoko no roman") - 54.5 "Epilogo dell’arco della idol: misteriosa idol M" (アイドル編エピローグ謎のアイドルM?, Aidoru hen epirōgu nazo no idol M) - 55 "Misterioso petalo" (謎のひとひら?, Nazo no hito hira) - 56 "Misteriosa palpitazione" (謎の疼き?, Nazo no uzuki) - 57 "Misteriosa uniforme estiva" (謎の夏服?, Nazo no natsufuku) - 58 "Misteriosa gara di nuoto (parte iniziale)" (謎の水泳大会（前編）?, Nazo no suiei taikai (zenpen)) - 59 "Misteriosa gara di nuoto (parte finale)" (謎の水泳大会（後編）?, Nazo no suiei taikai (kōhen)) - 60 "Misterioso 31 agosto" (謎の8月31日?, Nazo no hachigatsu sanjūichinichi) |                                                                             |
| Speciale | 「謎の小説版」 - Nazo no shōsetsu-ban – "Misterioso adattamento in romanzo" | 1º giugno 2012 ISBN 978-4-06-375234-2                                       |
| 9        | 23 agosto 2012 | ISBN 978-4-06-387835-6 (ed. regolare) ISBN 978-4-06-358391-5 (ed. limitata) |
| 9        | Capitoli - 61 "Misterioso rimpiazzo" (謎の身代わり?, Nazo no migawari) - 62 "Misteriosa produzione del film (1)" (謎の映画制作（一）?, Nazo no eiga seisaku (ichi)) - 63 "Misteriosa produzione del film (2)" (謎の映画制作（二）?, Nazo no eiga seisaku (ni)) - 64 "Misteriosa produzione del film (3)" (謎の映画制作（三）?, Nazo no eiga seisaku (san)) - 65 "Misteriosa produzione del film (4)" (謎の映画制作（四）?, Nazo no eiga seisaku (yon)) - 66 "Misteriosa produzione del film (5)" (謎の映画制作（五）?, Nazo no eiga seisaku (go)) - 67 "Misteriosa produzione del film (6)" (謎の映画制作（六）?, Nazo no eiga seisaku (roku)) - 68 "Misteriosa produzione del film (7)" (謎の映画制作（七）?, Nazo no eiga seisaku (nana)) |                                                                             |
| 10       | 23 maggio 2013 | ISBN 978-4-06-387885-1                                                      |
| 10       | Capitoli - 69 "Misteriosa proiezione del film (parte iniziale)" (謎の上映会（前編）?, Nazo no jōeikai (zenpen)) - 70 "Misteriosa proiezione del film (parte finale)" (謎の上映会（後編）?, Nazo no jōeikai (kōhen)) - 71 "Misterioso neo" (謎の黒子?, Nazo no hokuro) - 72 "Misteriosa frutta" (謎のフルーツ?, Nazo no furūtsu) - 73 "Misterioso Natale" (謎のクリスマス?, Nazo no kurisumasu) - 74 "Misteriosa cartolina di Buon Anno" (謎の年賀状?, Nazo no nengajō) - 75 "Misterioso S. Valentino" (謎のバレンタイン?, Nazo no barentain) - 76 "Misterioso white day" (謎のホワイト・デー?, Nazo no howaito dē) |                                                                             |
| 11       | 21 febbraio 2014 | ISBN 978-4-06-387957-5                                                      |
| 11       | Capitoli - 77 "Misterioso softball" (謎のソフトボール?, Nazo no sofutobōru) - 78 "Misterioso abito da donna" (謎のワンピース?, Nazo no wanpisu) - 79 "Misterioso bordo piscina" (謎のプールサイド?, Nazo no pūrusaido) - 80 "Misteriosi fuochi d’artificio" (謎の花火?, Nazo no hanabi) - 81 "Misterioso antefatto" (謎の経緯?, Nazo no keii) - 82 "Misterioso campo da tennis" (謎のテニスコート?, Nazo no tenisukōto) - 83 "Misteriosa chance di scattare una foto" (謎のシャッター・チャンス?, Nazo no shattā chansu) - 84 "Misterioso Tsubaki vs. Urabe" (謎の「椿vs.卜部」?, Nazo no "Tsubaki vs. Urabe") |                                                                             |
| 12       | 21 novembre 2014 | ISBN 978-4-06-388010-6                                                      |
| 12       | Capitoli - 85 "Misteriosa neve" (謎の雪?, Nazo no yuki) - 86 "Misteriosa chance di scattare una foto (2)" (謎のシャッター・チャンス2?, Nazo no shattā chansu 2) - 87 "Misterioso profumo" (謎の香水?, Nazo no kōsui) - 88 "Misteriosa routine" (謎の「倦怠期」?, Nazo no "kentaiki") - 89 "Misterioso riso al curry" (謎のカレーライス?, Nazo no karēraisu) - 90 "Misterioso shopping" (謎のショッピング?, Nazo no shoppingu) - 91 "Misterioso tramonto (parte iniziale)" (謎の夕焼け（前編）?, Nazo no yūyake (zenpen)) - 92 (finale) "Misterioso tramonto (parte finale)" (謎の夕焼け（後編）?, Nazo no yūyake (kōhen)) |                                                                             |